# Elektrická tramvaj

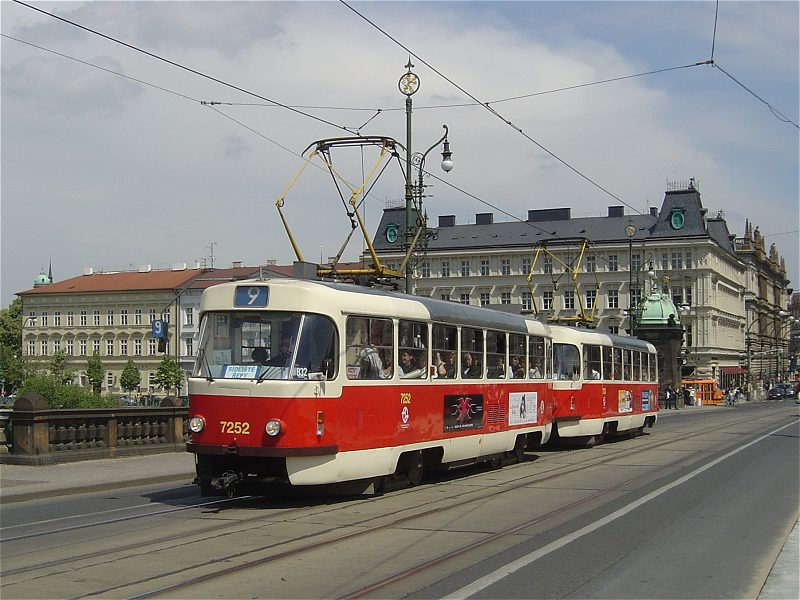
Souprava elektrických tramvají Tatra T3SUCS v Praze

Elektrická tramvaj je nejrozšířenější druh tramvaje. Pro svůj pohon používá elektrickou energii a je typickým představitelem závislé trakce. Napětí v napájecí síti elektrických tramvají se různí, jsou využívány hodnoty 600 V stejnosměrných (např. v Česku) nebo 750 V.

## Historie
V Čechách byla tramvajová doprava zavedena poprvé v Teplicích.
První elektrické tramvaje nepoužívaly trolej, ale třetí napájecí kolejnici. Po zavedení trolejového vedení se nejdříve používal lyrový a tyčový sběrač (tzv. kladka). Dnešní elektrické tramvaje přivádí do vozidla elektrickou energii pantografovým sběračem z troleje, který se objevil až později. Pro regulaci rychlosti, respektive výkonu, a kroutícího momentu trakčních elektromotorů se obvykle používá tyristorová regulace výkonu, jejím předchůdcem byla odporová regulace.